# George Jones (Journalist)

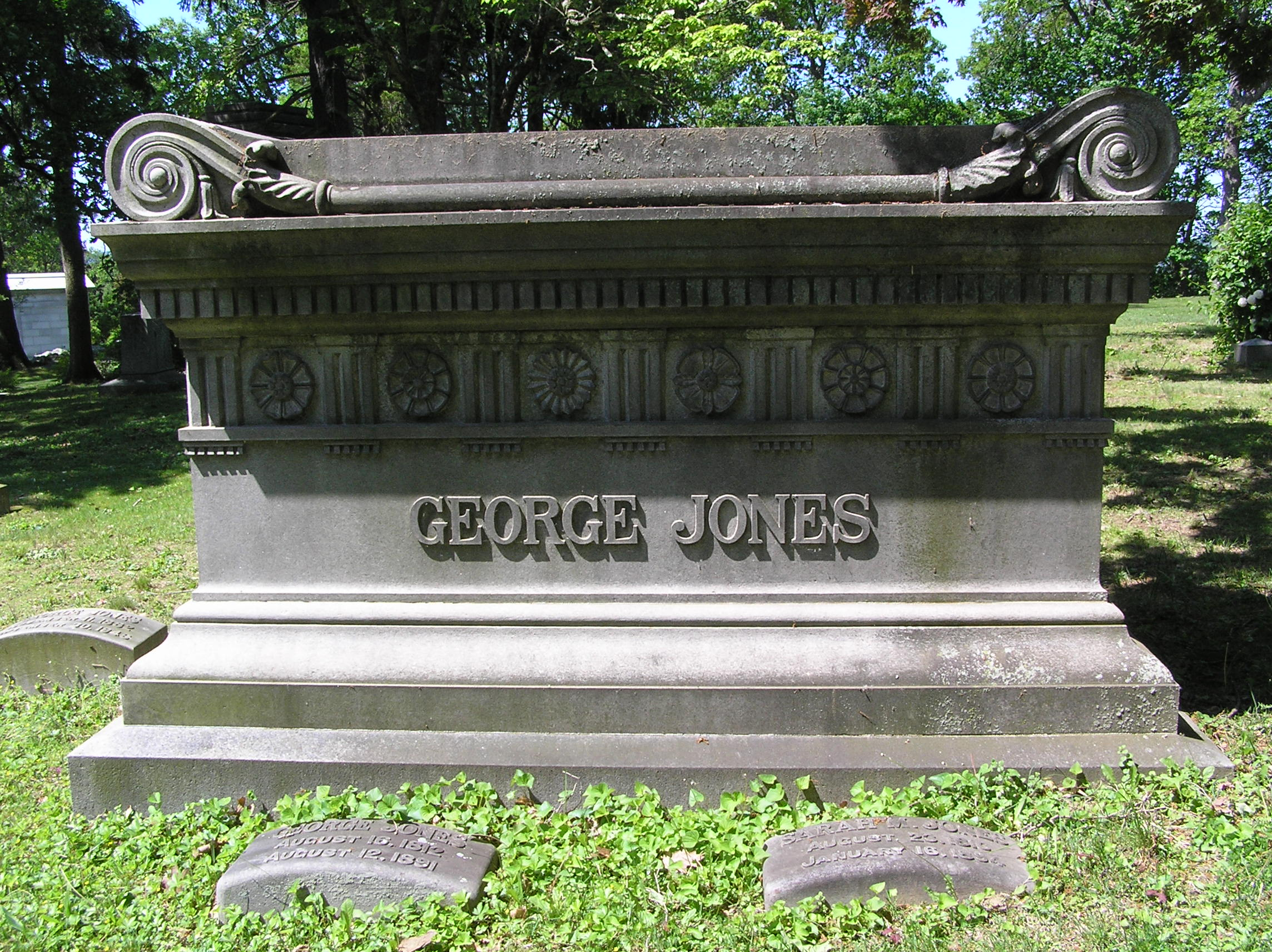
Grabstein von George Jones

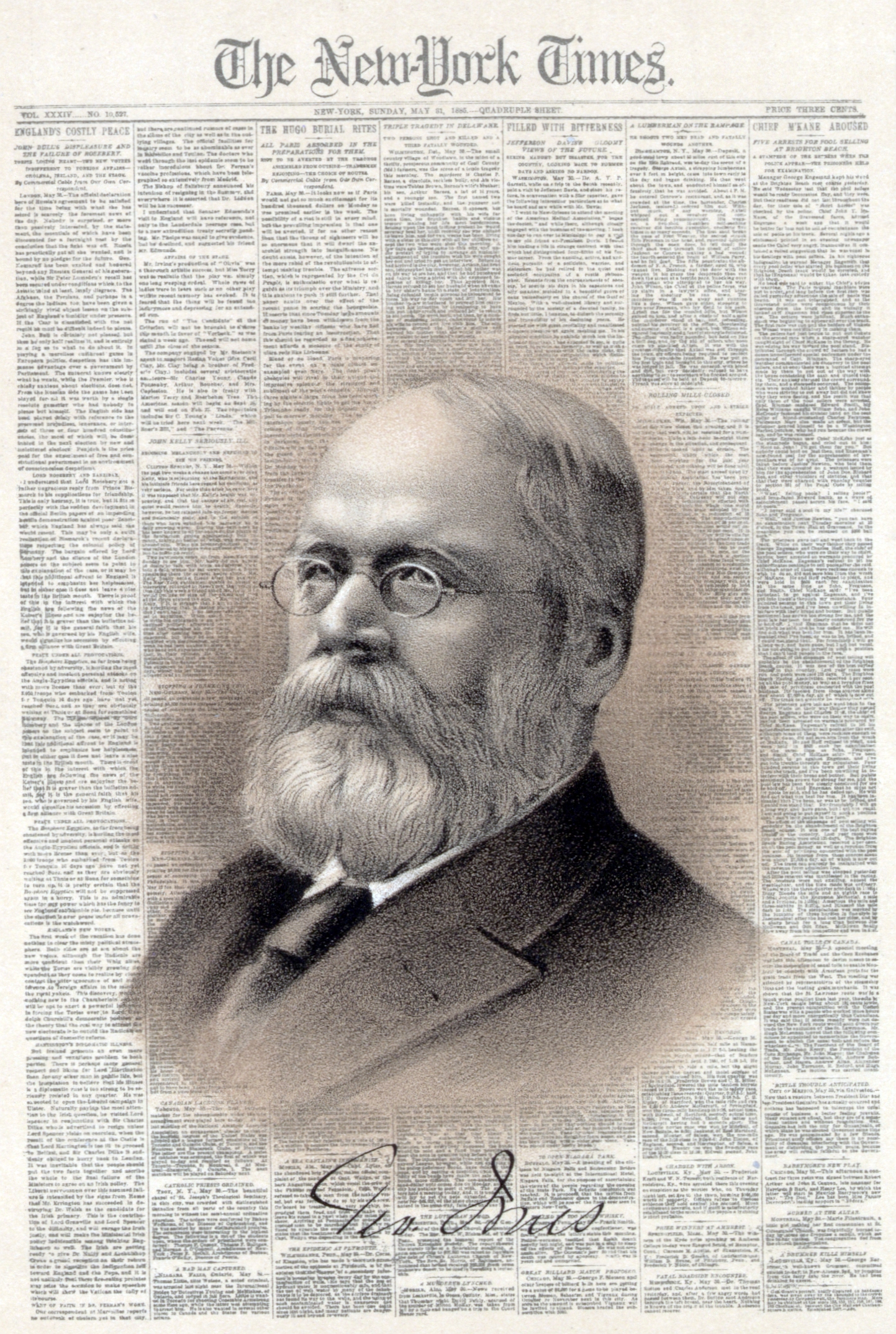
George Jones und The New York Times 1885

George Jones (* 16. August 1811 in Poultney, Vermont; † 12. August 1891)  war ein US-amerikanischer Journalist und zusammen mit Henry Jarvis Raymond Mitgründer der New-York Daily Times, der heutigen New York Times, deren erste Ausgabe am 18. September 1851 erschienen ist.
Vor der Gründung der New York Times war Jones Banker in Albany (New York). Mit dem Tode von Henry Jarvis Raymond im Jahre 1869 wurde er alleiniger Herausgeber. Jones wurde am Sleepy Hollow Cemetery beerdigt.